# 대한민국의 리틀 야구
대한민국의 리틀 야구는 유소년들로 이루어진 아마추어 야구단이다. 어린이들에게 야구 선수의 꿈을 이루어지기 위해 만들어졌다. 각 지역마다 여러 리틀 야구단이 존재한다.
전국적으로 리틀야구팀은 156개 리틀주니어팀은 32개로 총 188팀이 존재한다.